# Карвер, Кэйтлин
Кэйтлин Карвер (англ. Caitlin Carver; род. 31 марта 1992, Монровия, Алабама) — американская актриса.
Карвер родилась и выросла в Алабаме, и в раннем возрасте начала заниматься танцами, что впоследствии привело её к работе в местном театре. В 2012 году она дебютировала на телевидении в эпизоде сериала «Нэшвилл», а затем появлялась в «Саутленд», «Хор» и «Парки и зоны отдыха», прежде чем в 2013 году начать профессиональную карьеру c ролью в сериале VH1 «Зажигай!».
В 2014 году Карвер начала играть второстепенную роль в сериале ABC Family «Фостеры». Это привело её к регулярной роли в сериале ABC «Кровь и нефть», однако она была уволена из шоу после пилотного эпизода.

## Фильмография
| Год       | Название на русском             | Название на английском         | Роль            | Примечания                   |
| --------- | ------------------------------- | ------------------------------ | --------------- | ---------------------------- |
| 2012      | Саутленд                        | Southland                      | Жертва          | Эпизод: «Hats and Bats»      |
| 2013-2014 | Зажигай!                        | Hit the Floor                  | Мэйсон          | 11 эпизодов                  |
| 2014      | Социопат                        | Twisted                        | Лиззи           | Эпизод: «The Son also Falls» |
| 2014      | Воздушный шар                   | Ballon                         | Эмили           | Короткометражный фильм       |
| 2014—2016 | Фостеры                         | The Fosters                    | Хейли Хейнц     | 13 эпизодов                  |
| 2015      | Сталкер                         | Stalker                        | Алексис         | Эпизод: «Lost and Found»     |
| 2015      | Кровь и нефть                   | Blood and Oil                  | Лейси Бриггс    | Пилотный эпизод              |
| 2015      | Бумажные города                 | Paper Towns                    | Бекка Эррингтон |                              |
| 2015      | Безымянный проект Уоррена Битти | Untitled Warren Beatty Project | Марла Луклейк   |                              |
| 2015      | Влияние Земли                   | Impact Earth                   | Джулия Уотерс   |                              |
| 2016      | Женщина-модель                  | Model Woman                    | Мишель          | Пилот                        |
| 2016      | Вне времени                     | Timeless                       | Мария           | Эпизод: «Space Race»         |
| 2017      | Тоня против всех                | I, Tonya                       | Нэнси Керриган  |                              |
| 2018      | Кодекс сводника                 | The Matchmaker’s Playbook      | Блейк           |                              |